# Egzit 04
Egzit 04 je trajao od 1. do 4. jula 2004. godine. Strani mediji su po prvi put iskazali veću pažnju za festival, pogotovo muzička televizija MTV koja je snimila dokumentarni film o Egzitu i gradu Novom Sadu. Takođe je bila prisutna britanska muzička štampa, što je rezultovalo veoma afirmativnim kritikama u časopisima NME i Modžo. Prosečan broj posetilaca je iznosio oko 40.000 ljudi svakog dana.
Organizatori su 2004. po prvi put uveli Fjužen scenu, koja je rezervisana za nastupe domaćih grupa. Između ostalih pojavila se i grupa Luna, popularni novosadski bend specijalno okupljen samo za nastup na festivalu.
Za više informacija o samom festivalu, pogledajte članak Egzit.

## Izvođači i bine
|  |  | Izvođači | Scene |

## Spoljašnje veze
- Zvanični sajt festivala

## Istorija
|  | Istorija festivala2000 • 2001 • 2002 • 2003 • 2004 • 2005 • 2006 • 2007 • 2008 • 2009 • 2010 • 2011 • 2012 |